# Kwanza Hall
Kwanza Hall (né le 1er mai 1971 à Atlanta) est un homme politique américain de Géorgie qui est le représentant américain du 5e district de Géorgie brièvement en 2020 et 2021. Il est membre du parti démocrate.

## Biographie
Hall est le fils de Leon W. Hall, un proche de Martin Luther King. Il grandit dans le sud-ouest d'Atlanta, sa ville natale. Il étudie au Benjamin E. Mays High School avant de rejoindre le Massachusetts Institute of Technology. À la suite de ses études, il rejoint la commission scolaire d'Atlanta.
Hall fait ses débuts en politique comme membre du conseil municipal d'Atlanta, où il représente le 2e district couvrant le centre-ville et ses environs. En 2017, il quitte son poste pour être candidat à la mairie, où il n'est pas élu. Une nouvelle occasion se présente à Hall suivant le décès de John Lewis en 2020. Nikema Williams est choisie pour remplacer Lewis comme candidate pour le 117e, mais décide de ne pas faire campagne pour la fin du mandat de Lewis. Hall se porte alors candidat et est soutenu par le fils du représentant. Incapable de remporter une majorité au premier tour, il affronte Robert Franklin, également un démocrate, au second tour en décembre. Il remporte l'élection, ce qui lui permet de siéger au congrès pour un mois.
À la suite de son court passage au congrès, Hall se porte candidat au poste de lieutenant-gouverneur en 2022. Arrivé en tête au premier tour des primaires démocrates, il est battu par Charlie Bailey au second tour. À la suite de sa défaite, il apporte son soutien à Brian Kemp et Burt Jones, les candidats républicains, lors de l'élection générale. Par la suite, il rejoint le conseil exécutif de la Development Authority of Fulton County.

## Vie personnelle
Hall vit à Atlanta, plus précisément dans le Martin Luther King Jr. Historic District, avec sa femme Natalie et leurs deux fils.